# Атлборо (Массачусетс)
Атлборо (англ. Attleboro) — город в округе Бристол в штате Массачусетс, Соединённые Штаты Америки. В ряде русскоязычных источников встречаются названия Эттльборо, Этлборо и Аттлеборо.
Ранее он был известен как «Ювелирная столица мира» из-за многочисленных предприятий созданных производителями ювелирных изделий.
Согласно переписи 2020 года, население города составляло 46 461 человек.

## История
Как и многие города в Массачусетсе, Атлборо был назван в честь британского города, в данном случае английского рыночного города Атлборо в Норфолке.
Первые английские поселенцы прибыли на территорию где сейчас расположен город Атлборо в 1634 году. Документ, предоставляющий им землю для проживания, был подписан индейцем Вамсуттой. Переданная территория включала земли, где также были построены города Камберленд (до 1747 года) и Норт-Атлборо (до 1887 года). В 1697 году в ответ на большое количество преступлений, в основном со стороны близлежащих племён, город провёл собрание и в конечном итоге решил запретить некоторым коренным племенам въезд в город, после чего началось почти классическое для Нового Света противостояние между индейцами и колонистами с известным финалом.
Широкую известность город приобрёл в начале XX века благодаря производству ювелирных изделий, в частности, благодаря компании L.G. Balfour Company. В настоящее время эта компания перенесла производство из Атлборо, а территория бывшего завода была преобразована в прибрежный парк. Но за это время город успел прославиться как «Ювелирная столица мира», и там по сей день продолжают работать некоторые ювелирные компании; среди них: General Findings, M.S. Company, James A. Murphy Co., Garlan Chain, Leach & Garner и Masters of Design и Guyot Brothers Company основанная в 1904 году.
В 2000-х годах город стал центром экологического скандала. На неофициальной свалке были найдены урановые топливные стержни, тяжелые металлы и токсичные летучие органические соединения. В конце 2003 года издание The Sun Chronicle сообщило, что было начато расследование по факту смерти трёх женщин в городе от глиобластомы. В 2007 году штат Массачусетс опубликовал отчёт, в котором был сделан вывод о том, что, хотя уровень диагностированных случаев рака мозга и центральной нервной системы в городе оказался выше ожидаемого по сравнению со средними показателями по штату, но этот рост был признан находящимся в пределах статистической погрешности.